# Kickxia
Kickxia (Dumort., 1827) è un genere di piante erbacee o arbustive della famiglia delle Plantaginaceae.

## Etimologia
Il nome del genere è stato dato in ricordo del botanico e crittogamo belga Jean Kickx (1775-1831), autore di una "Flora Bruxellensis" (1812).
Il nome scientifico è stato definito dal botanico, naturalista e politico belga Barthélemy Charles Joseph Dumortier (Tournai, 3 aprile 1797 – 9 giugno 1878) nella pubblicazione "Florula Belgica" del 1827.

## Descrizione

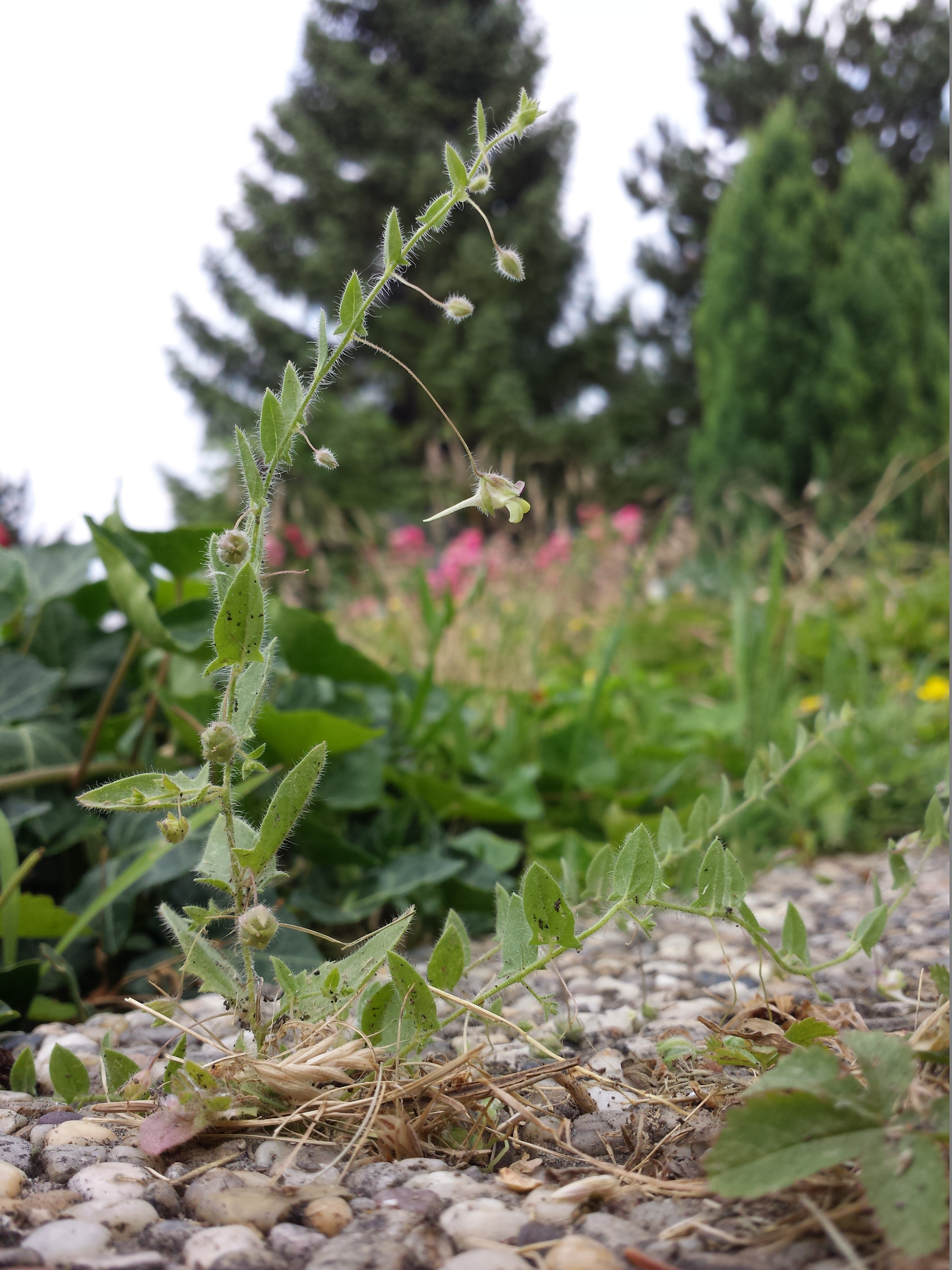
Il portamento
Kickxia elatine

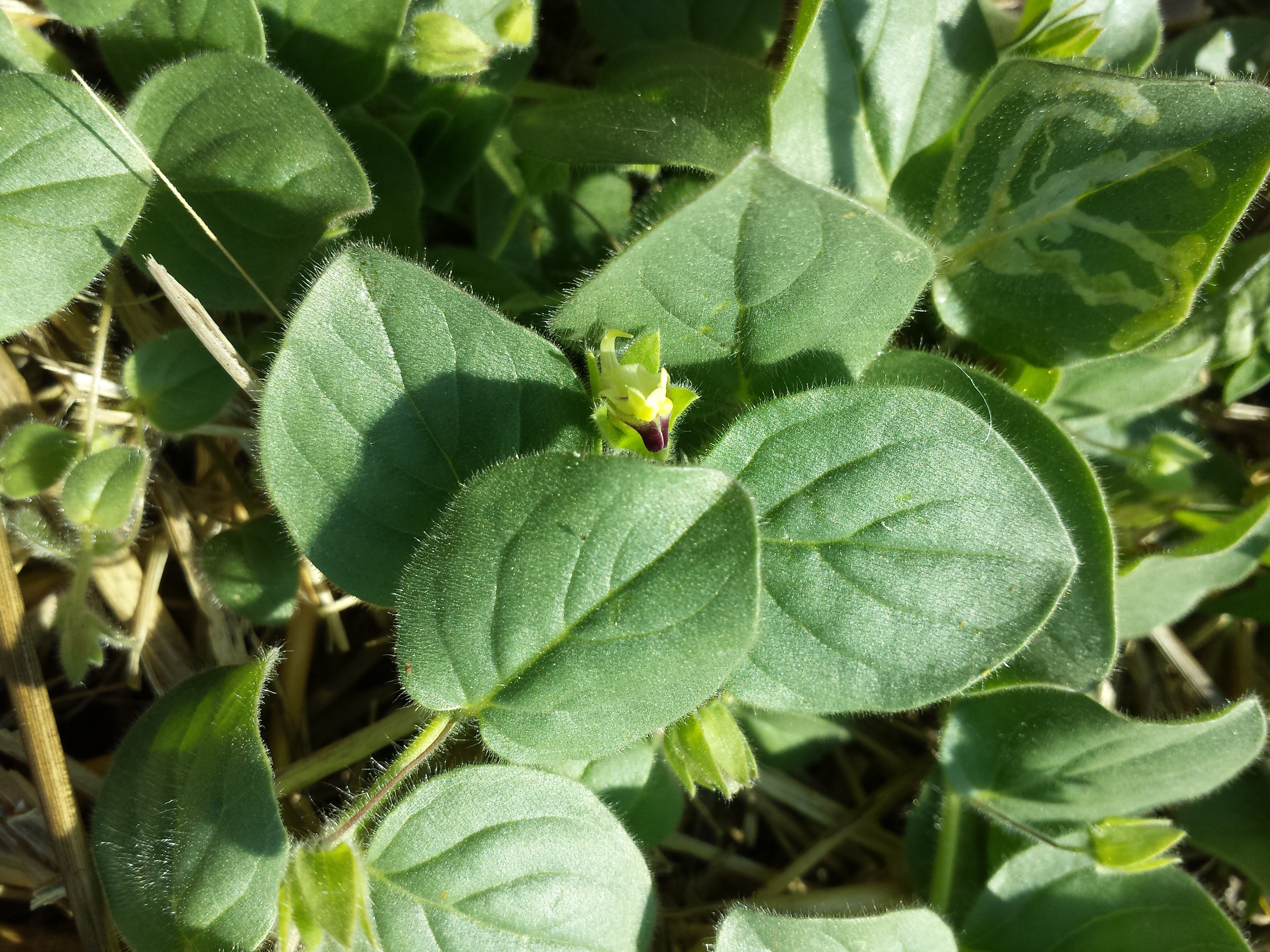
Le foglie
Kickxia spuria

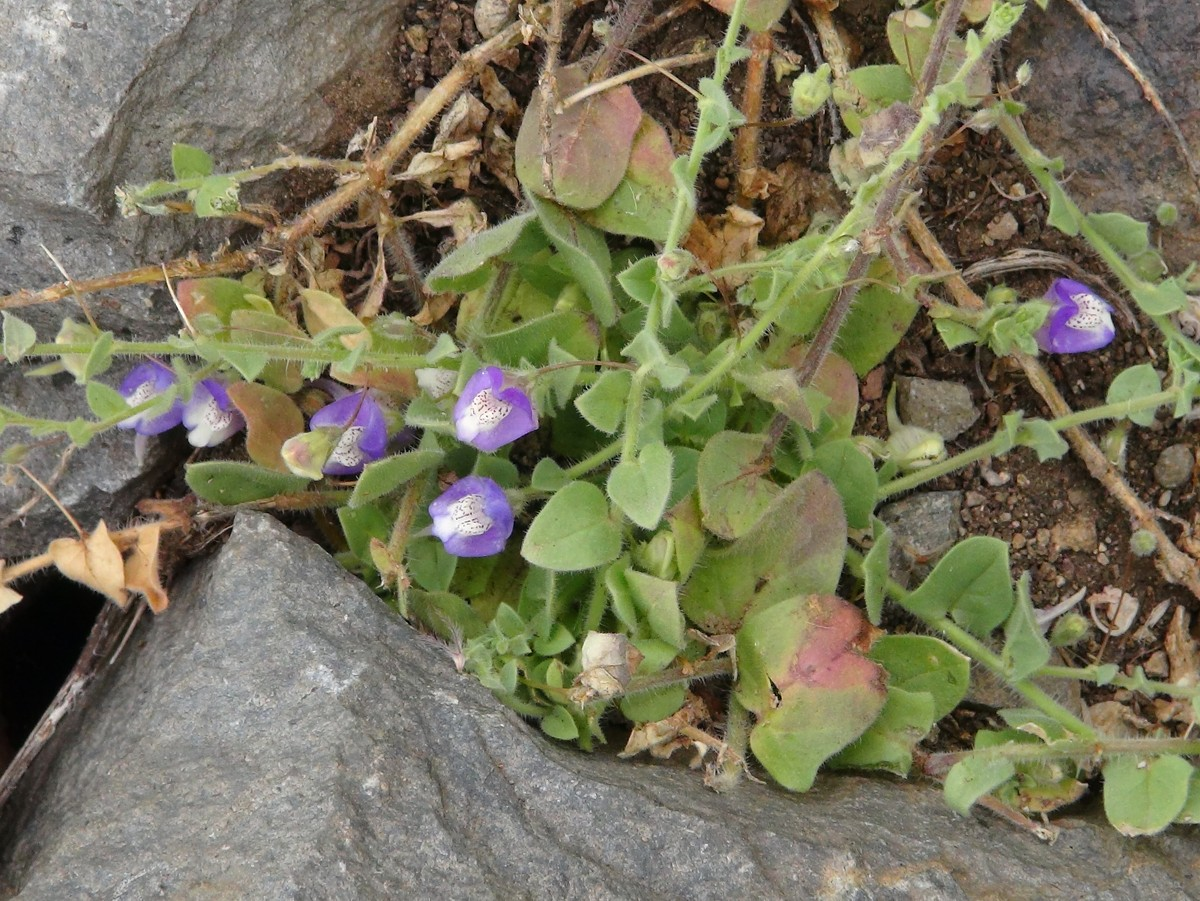
Infiorescenza
Kickxia commutata

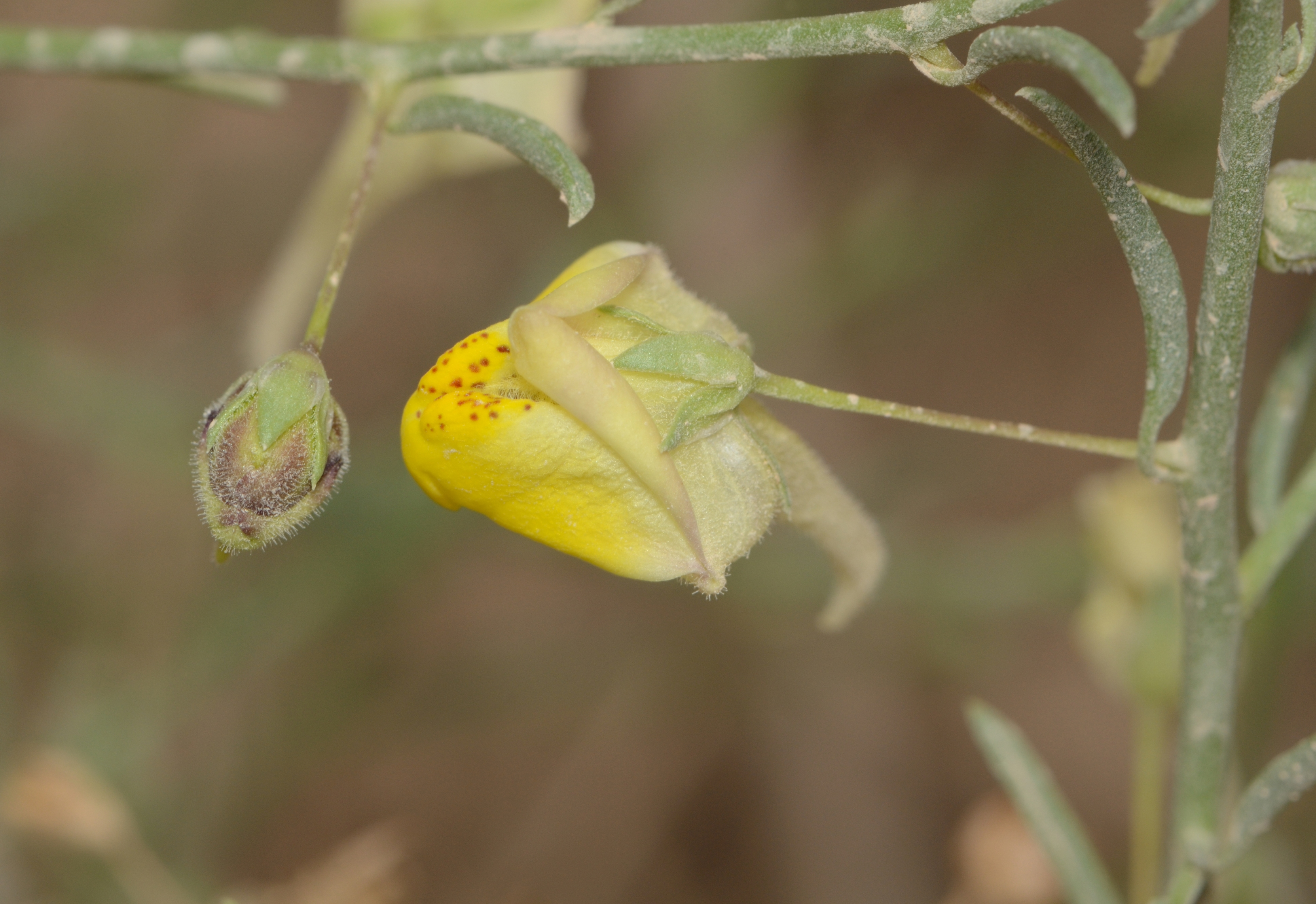
I fiori
Kickxia spartioides

Queste piante raramente raggiungono il metro di altezza (almeno nelle specie europee). La forma biologica tipica è terofita scaposa (T scap), ossia in generale sono piante erbacee che differiscono dalle altre forme biologiche poiché, essendo annuali, superano la stagione avversa sotto forma di seme e sono munite di asse fiorale eretto e spesso privo di foglie. Altre specie sono di tipo perenne (piccoli arbusti).

### Radici
Le radici normalmente sono del tipo a fittone.

### Fusto
La parte aerea del fusto varia da prostata a ascendente. La superficie può essere ricoperta con peli patenti.

### Foglie
Le foglie, sessili o picciolate, lungo il fusto sono disposte in modo alterno (alla base possono essere opposte). La lamina ha una forma da lanceolata-lineare a ovata con apice arrotondato, bordi da interi a grossolanamente dentati (o lobati) e base astata o arrotondata. 

### Infiorescenza
Le infiorescenze sono formate da fiori peduncolati e solitari all'ascella delle foglie superiori. 

### Fiore
- I fiori sono ermafroditi, zigomorfi e tetraciclici (ossia formati da 4 verticilli: calice– corolla – androceo – gineceo) e tetrameri (i verticilli del perianzio hanno 4 elementi).
- Formula fiorale. Per la famiglia di queste piante viene indicata la seguente formula fiorale:

X o * K (4-5), [C (4) o (2+3), A 2+2 o 2], G (2), capsula.
- Il calice, tuboloso-campanulato, più o meno attinomorfo e gamosepalo, è formato da cinque profonde lacinie con forme lanceolate.
- La corolla, gamopetala e tubolare (da cilindrica a campanulata) è del tipo bilabiato, ed è completamente chiusa da un rigonfiamento del labbro superiore (corolla personata). Inoltre uno sperone (o un sacco) diritto o ricurvo è presente all'altezza delle fauci della gola della corolla in posizione abassiale. Il colore della corolla è giallastro o lillacino con il labbro superiore violetto.
- L'androceo è formato da 4 stami didinami tutti fertili. I filamenti sono adnati alla base della corolla e sono inclusi o poco sporgenti. Le antere sono formate da due teche distinte e divaricate e formano una struttura simile ad un anello. La deiscenza è longitudinale attraverso due fessure. I granuli pollinici sono tricolpoporati. Il nettare si trova nello sperone e può essere raggiunto solamente dagli insetti che riescono a entrare nelle fauci chiuse dal rigonfiamento del labbro superiore.[9]
- Il gineceo è bicarpellare (sincarpico - formato dall'unione di due carpelli connati). L'ovario è supero con placentazione assile e forma da ovoidi a subglobose. Gli ovuli per loculo sono numerosi, hanno un solo tegumento e sono tenuinucellati (con la nocella, stadio primordiale dell'ovulo, ridotta a poche cellule).[10]. Lo stilo ha uno stigma da capitato a fortemente bilobo.

### Frutti
Il frutto è una capsula avvolta dal calice accrescente. Dimensioni della capsula 4 - 4,5 mm. I semi, numerosi con forme da reniformi a ellissoidi, hanno una superficie ricoperta da una rete di creste, delimitanti aree alveolate. Al momento della maturazione i semi fuoriescono da due fori (opercoli) che si aprono nella parte superiore del frutto (capsula porocida - sect. Kickxia).

## Biologia
Le specie di questo raggruppamento si riproducono per impollinazione tramite insetti  (impollinazione entomogama) ovvero tramite il vento (impollinazione anemogama).
La dispersione dei semi avviene inizialmente a causa del vento (dispersione anemocora); una volta caduti a terra sono dispersi soprattutto da insetti tipo formiche (mirmecoria).

## Distribuzione e habitat
La distribuzione delle specie di questo genere è relativa all'areale compreso dal Mediterraneo occidentale fino all'Asia sud-occidentale.
Solamente due delle 5 specie presenti sul territorio italiano si trovano anche sulle Alpi. La tabella seguente mette in evidenza alcuni dati relativi all'habitat, al substrato e alla distribuzione delle specie alpine.
| Specie | Comunità vegetali | Piani vegetazionali | Substrato | pH     | Livello trofico | H2O   | Ambiente | Zona alpina                |
| --- | ----------------- | ------------------- | --------- | ------ | --------------- | ----- | -------- | -------------------------- |
| Kickxia elatine | 2                 | collinare           | Ca-Si     | neutro | medio           | secco | B1       | CN TO VC CO BG VI TN TV BL |
| Kickxia spuria | 2                 | collinare           | Ca-Si     | neutro | medio           | medio | B1       | CN TO BG VR VI TN          |
| Legenda e note alla tabella. Substrato: con “Ca/Si” si intendono rocce di carattere intermedio (calcari silicei e simili). Zona alpina: vengono prese in considerazione solo le zone alpine del territorio italiano (sono indicate le sigle delle province). Comunità vegetali: 2 = comunità terofitiche pioniere nitrofile. Ambienti: B1 = campi, colture e incolti. |                   |                     |           |        |                 |       |          |                            |

## Tassonomia
La famiglia Plantaginaceae comprende 12 tribù, 105 generi e oltre 1 800 specie. Il genere Kickxia appartiene alla tribù Antirrhineae.
Il numero cromosomico delle specie del genere è: 2n = 18 e 36.

### Specie
Il genere comprende le seguenti specie:
- Kickxia aegyptiaca (L.) Nábělek
- Kickxia caucasica (Muss.Puschk. ex Spreng.) Kuprian.
- Kickxia cirrhosa (L.) Fritsch
- Kickxia collenetteana D.A.Sutton
- Kickxia commutata (Bernh. ex Rchb.) Fritsch
- Kickxia × confinis (Lacroix) Soó
- Kickxia corallicola D.A.Sutton
- Kickxia dentata (Vahl) D.A.Sutton
- Kickxia elatine (L.) Dumort.
- Kickxia elatinoides (Desf.) Rothm.
- Kickxia floribunda (Boiss.) Täckh. & Boulos
- Kickxia gombaultii (J.Thiébaut) Mouterde ex Charpin
- Kickxia hartlii (Betsche) D.Heller
- Kickxia iranica Zeraatkar & F.Ghahrem.
- Kickxia lanigera (Desf.) Hand.-Mazz.
- Kickxia membranacea D.A.Sutton
- Kickxia papillosa R.R.Mill
- Kickxia pendula (G.Kunkel) G.Kunkel
- Kickxia petiolata D.A.Sutton
- Kickxia pseudoscoparia V.W.Sm. & D.A.Sutton
- Kickxia sabarum V.W.Sm. & D.A.Sutton
- Kickxia saccata D.A.Sutton
- Kickxia scalarum D.A.Sutton
- Kickxia spiniflora (O.Schwartz) D.A.Sutton
- Kickxia spuria (L.) Dumort.

### Specie della flora italiana
Per meglio comprendere ed individuare le varie specie del genere (solamente per le specie spontanee della flora italiana) l’elenco seguente utilizza in parte il sistema delle chiavi analitiche (vengono cioè indicate solamente quelle caratteristiche utili a distingue una specie dall'altra).
- Gruppo 1A: le foglie, almeno quelle superiori, sono del tipo astato o sagittato, mentre la base possiede due appendici divergenti;

- Gruppo 2A: il colore della corolla è biancastro o giallo ed è lunga 7 - 15 mm; le capsule sono lunghe 2,5 - 4,5 mm;

- Kickxia commutata (Rchb.) R. M. Fritsch, 1897 - Cencio perennante: lo sperone è ricurvo e i semi sono tubercolati. L'altezza varia da 20 a 50 cm; il ciclo biologico è perenne; la forma biologica è emicriptofita reptante (H rept); il tipo corologico è Steno-Mediterraneo; l'habitat tipico sono i pascoli e gli incolti aridi; sul territorio italiano è una specie rara e si trova al Centro e al Sud fino ad una altitudine di 1.000 m s.l.m..
- Kickxia elatine (L.) Dumort., 1827 - Cencio minore: lo sperone è diritto e i semi sono alveolati. L'altezza varia da 10 a 30 cm; il ciclo biologico è annuo; la forma biologica è terofita scaposa (T scap); il tipo corologico è Euri-Mediterraneo; l'habitat tipico sono le vigne e gli incolti aridi (è una malerba); sul territorio italiano è una specie comune e si trova ovunque fino ad una altitudine di 1.100 m s.l.m..

- Gruppo 2B:  il colore della corolla è lilla ed è lunga 4 - 6 mm; le capsule sono lunghe 1,5 - 2 mm;

- Kickxia cirrhosa (L.) R. M. Fritsch, 1897 - Cencio sottile: l'altezza varia da 20 a 55 cm; il ciclo biologico è annuo; la forma biologica è terofita scaposa (T scap); il tipo corologico è Steno-Mediterraneo; l'habitat tipico sono gli incolti aridi su terreni silicei e rupi vulcaniche; sul territorio italiano è una specie rarissima e si trova al Centro (Sardegna compresa) fino ad una altitudine di 600 m s.l.m..

- Gruppo 1B: le foglie sono ovali o ellittiche con base arrotondata o cuoriforme;

- Kickxia spuria (L.) Dumort., 1827 - Cencio molle: i lobi del calice alla fruttificazione misurano 2-4 x 4,5-8 mm. L'altezza varia da 20 a 40 cm; il ciclo biologico è annuo; la forma biologica è terofita scaposa (T scap); il tipo corologico è Eurasiatico; l'habitat tipico sono i campi e le vigne; sul territorio italiano è una specie comune e si trova ovunque fino ad una altitudine di 1.000 m s.l.m..
- Kickxia lanigera (Desf.) Hand.-Mazz., 1913: i lobi del calice alla fruttificazione misurano 1 x 3 mm. L'altezza varia da 50 a 90 cm; il ciclo biologico è annuo; la forma biologica è terofita scaposa (T scap); il tipo corologico è Sud - Mediterraneo; l'habitat tipico sono le colture; sul territorio italiano è una specie molto rara della Sicilia (forse non più presente) fino ad una altitudine di 1.100 m s.l.m..

### Filogenesi
Inizialmente le specie di questo genere erano descritte da Linneo nella sua opera "Species Plantarum" all'interno del genere della "bocca di leone" (Antirrhinum). Quindi sono state trasferite nel genere Linaria e solo più tardi (Dumortier, 1827) nel nuovo genere Kickxia che fino a poco tempo fa era circoscritto nella famiglia Veronicaceae o Scrophulariaceae a seconda dei vari Autori. L'attuale posizione tassonomica è stata realizzata con i nuovi sistemi di classificazione filogenetica (classificazione APG).
Studi filogenetici recenti hanno individuato due cladi ben separati all'interno del genere: (1) sect. Kickxia e (2) sect. Valvatae. Secondo gli Autori della ricerca le differenze tra le due sezioni sono della stessa entità di quelle usate per separare altri generi strettamente correlati nella tribù Antirrhineae. Pertanto la sect. Valvatae viene proposta come genere separato con il nome di Nanorrhinum. Le due sezioni si distinguono per i seguenti caratteri: (1) sect. Kickxia: le antere sono cigliate e i frutti sono delle capsule deiscenti per opercoli; (2) sect. Valvatae: le antere sono glabre e i frutti sono delle capsule deiscenti per valve. Sono inoltre diverse le aree di origine dei due gruppi: Arabia per il Nanorrhinum, mentre per la sect. Kickxia è la Macaronesia.